# Фроммер, Рудольф
Рудольф Фроммер (Пешт, 4 августа 1868 — Будапешт, 1 сентября 1936) — венгерский экономист, инженер, конструктор стрелкового оружия. С 1914 по 1935 — директор оружейного завода Fegyver- és Gépgyár.

## Биография
Родился 4 августа 1868 года в Пеште в  еврейской  семье торговца Симона           ( Шимона)  Фроммера и  Полы  Гермины.  После окончания средней школы поступил в Академию торговли, где учился на факультете коммерции, гастрономии и туризма. После получения диплома, Фроммер устроился на биржу ценных бумаг, затем перешел работать в Венгерский общий кредитный банк.        В дополнение к своей банковской работе он писал художественную литературу и статьи в отечественных и зарубежных экономических изданиях. Изучал иностранные языки, благодаря чему мог свободно общаться на английском, французском и немецком языках. В 1896 году он составил и издал венгерско-немецкий и немецко-венгерский словарь фондовой биржи, который был заверен членом Венской академии наук, лингвистом Жигмондом Симони.
В 1896 году он сменил работу и стал сотрудником Fegyver és Gépgyár Rt. Завод в тот момент приступил к производству винтовки Mannlicher 88 / 90M, что требовало серьезного финансового опыта. В 1898 году он стал деловым клерком, привел в порядок финансовое состояние завода, при нём FEG расширил свой профиль и производство за счет выпуска дизельных двигателей, а также пушечных замков и прицелов. В том же году предприятие начало производство винтовки и карабина Mannlicher M1895.
В 1898 году Рудольф Фроммер приступает к непосредственному проектированию оружия. Уже через год он получает свой первый патент: «Автоматически убираемое и заряжающее и предохранительное устройство для огнестрельного оружия» послужил основой для пистолетов Frommer (Frommer Liliput, Frommer Baby, Frommer Stop), которые впоследствии были изготовлены для военных.
Через год после смерти директора FEG Оскара Эпперляйна в 1903 году, 35-летний Рудольф Фроммер занимает место коммерческого директора. В 1909 году на заводе был создан отдел пистолетов, где начинается выпуск пистолета M1907 Roth-Steyr, первого военного самозарядного пистолета, выпускавшегося в Венгрии.
В качестве награды за успехи в организации оружейного производства, император Франц Иосиф I назначил его генеральным директором завода в 1914 году (он занимал эту руководящую должность до выхода на пенсию), а также получил дворянское звание. Наряду с дворянством к его фамилии добавляется приставка «фон» (в венгерском дворянстве эта приставка называется fegyverneki — «оруженосец»). Он сделал венгерское производство оружия всемирно известным, поэтому в 1918 году ему было присвоено звание тайного советника.
После поражения в Первой мировой войне и распада Австро-Венгерской империи FEG столкнулась с серьезными трудностями. По политическим мотивам Фроммер был вынужден оставить руководящий пост, однако в 1920 году он был восстановлен в должности генерального директора завода. Закупленное перед и во время Первой мировой войны самое современное оборудование было почти полностью конфисковано румынами в качестве военного трофея.
Из-за демилитаризации, предприятию пришлось осваивать новую продукцию — бытовые весы, лампы, светильники, токарные станки и инструменты. Несмотря на это, Рудольф фон Фроммер все же старается загрузить простаивающие оружейные цеха, запуская в производство различные модели гражданского оружия: охотничьи ружья, малокалиберное и пневматическое оружие, карманные пистолеты. Постепенно у FEG снова появляются военные заказы.
Венгерская инженерная палата присудила Фроммеру звание инженера-механика за его достижения и патенты в области производства оружия (с тех пор он мог официально использовать звание инженера, несмотря на отсутствие профильного образования). В 1926 году он был награжден Крестом за заслуги второго класса, а в 1928 году он был назначен пожизненным членом верхней палаты парламента.
Грянувший в 1929 году мировой экономический кризис свёл на нет технические и экономические достижения завода — долги FEG перед Кредитным банком росли и Министерство обороны совместно с банком приняло решение о слиянии FEG с заводом по производству ламп. 30 сентября 1935 года завод был переименован в Fémáru Fegyver és Gépgyár, а 1 ноября Рудольф Фроммер вышел на пенсию.
Скончался 1 сентября 1936 года в Будапеште в возрасте 68 лет.

## Разработки
В общей сложности Рудольф Фроммер является автором 129 патентов и 862 заявок на патенты в 22 странах. Учитывая то, что архивы предприятия FEG после Второй мировой войны были большей частью утеряны, патентов у Фроммера может быть еще больше. Большинство его патентов были связаны с огнестрельным оружием, но он также подавал заявку на патенты на токарные станки.
Свою первую модель пистолета — Frommer M1901 — он запатентовал в 1901 году, став первым в Венгрии создателем самозарядного пистолета. Разработанный под патрон 8-мм пистолет проходил испытания в армии, но интереса не вызвал и после изготовления 200 экземпляров его производство было свёрнуто. После нескольких доработок, были выпущены модели М1906 и М1910. Пистолеты данных моделей были приняты на вооружение австрийской жандармерией, но их число было невелико — пистолетов модели М1906 было выпущено чуть более 1 000, М1910 — около 10 000.
Более успешной стала модель Frommer Stop, разработанный в 1912 году и ставший штатным оружием Королевского венгерского гонведа. Frommer Baby представлял собой карманную версию Frommer Stop длиной всего 123 мм. В 1921 году появился еще более компактный Frommer Liliput калибра 6,35 мм, ставший популярным в Европе.
В конце 1920-х на смену Frommer Stop был разработан пистолет Frommer 29.M, внешне напоминавший увеличенный Liliput, но с жестким запиранием и под патрон калибра 9×17 мм. За ним последовала улучшенная модель Frommer 37.M, которую Фроммер не успел закончить сам и её разработку завершили его коллеги.
Кроме пистолетов, Фроммер занимался конструированием длинноствольного оружия. Так, в 1910 году им был создан опытный образец самозарядной винтовки калибра 8х57 и пистолета — пулемёта, построенного по принципу итальянского Villar-Perosa M1915 — перевёрнутые спаренные пистолеты Frommer Stop, питавшиеся из 25-зарядных коробчатых магазинов. Но по разным причинам эти разработки в серию не пошли.
Рудольф Фроммер занимался также и разработкой охотничьего оружия. C двухствольной горизонталкой Frommer Fegyvergyar 29 Minta (29M) венгерский стрелок одержал победу на чемпионате мира по стендовой стрельбе в Монте-Карло, после чего это ружье стало называться Frommer Monte-Carlo 1929. Данная модель стала базой для других ружей Фроммера, которые продолжали выпускаться в течение многих лет, в том числе и в социалистической Венгрии. Кроме горизонталок, FEG также изготавливал ружья Фроммера с вертикальным расположением стволов, комбинированные и одноствольные модели.